# Esclarecidos (álbum)
Esclarecidos es el primer álbum de estudio del grupo español Esclarecidos, publicado por GASA en 1983; siendo en realidad un miniálbum de siete temas.

## Lista de canciones

### Cara A
1. Una noche en Roma (3:03).
2. Los elefantes (2:35).
3. Manila girls (4:57).

### Cara B
1. Emoción en el canódromo (3:03).
2. Al compás (2:51).
3. Húmeda (2:57).
4. Sueña con Lovelace (4:21).

- Datos: Q5837616